# Dendronephthya tuberculata
Dendronephthya tuberculata är en korallart som beskrevs av Huzio Utinomi 1952. Dendronephthya tuberculata ingår i släktet Dendronephthya och familjen Nephtheidae. Inga underarter finns listade i Catalogue of Life.